# Epilobium indicum
Epilobium indicum är en dunörtsväxtart som beskrevs av Heinrich Carl Haussknecht. Epilobium indicum ingår i släktet dunörter, och familjen dunörtsväxter. Inga underarter finns listade i Catalogue of Life.